# تیتو گارسیا سانخوان
تیتو گارسیا سانخوان (انگلیسی: Tito García Sanjuán؛ زادهٔ ۲۵ فوریهٔ ۱۹۷۴) بازیکن فوتبال اهل اسپانیا است.